# Кононко Сергій Олександрович
Сергі́й Олекса́ндрович Коно́нко (18 серпня 1982 — 26 серпня 2014) — солдат Збройних сил України. Загинув під час російсько-української війни.

## Життєпис
Народився 1982 року в місті Обухів. Навчався в Обухівській ЗОШ № 4, після закінчення якої вступив до Київського технічного училища. Протягом 2000—2002 років проходив строкову військову службу на посаді командира відділення; сержант. Працював на будівництві. Член УНА-УНСО. Перший керівник Обухівського осередку руху «Правий сектор».
Учасник Євромайдану. В часі війни — солдат, 24-й батальйон територіальної оборони «Айдар» Луганської області, псевдо «Обухів», «Обух», «Тор».
26 серпня 2014-го Сергій з айдарівцями їхав в УАЗі, яким Василь Пелиш вивозив важко пораненого в живіт побратима до найближчої лікарні у Хрящуватому. По дорозі на трасі в районі Новосвітлівка — Хрящувате терористи влучили у авто із танка. Усі, окрім Василя Пелиша, хто був в УАЗі — Сергій, сержант Іван Лучинський та солдати Борис Шевчук і Василь Білітюк, загинули від вибуху.
Перебував у списках зниклих безвісти.
23 грудня 2014 року проросійські бойовики передали українській стороні тіла 8 загиблих вояків, за їх твердженням, серед них були четверо айдарівців. Їх останки були частково муміфіковані. Це свідчило про те, що тіла тривалий час перебували на повітрі. Стан тіл загиблих не дозволяв з упевненістю стверджувати, що вони були закатовані, проте травми свідчили про те, що військових брутально добивали важкими предметами (прикладами, тощо).
У 2016 році на підставі матеріалу, наданого у судово-медичній експертизі, Ярослав Тинченко з високою достовірністю встановив, що останки загиблого № 1006/л належать Сергієві Кононку, хоча експертиза ДНК на той момент була ускладнена. Згодом, після перевиведення ДНК, вдалося виявити збіг поміж цим матеріалом та ДНК мами Сергія Кононка. Останки воїна мали перепоховати в Обухові ще наприкінці 2018 року, проте родини відмовлялися визнавати довідки про ідентифікацію ДНК і подавали скарги.
Навесні 2019 року остаточно підтверджено особу загиблого. У ЗМІ помилково повідомляли, що тільки п'ята експертиза встановила особу.
1 червня 2019 року в Обухові на центральній площі перед РЦКіД відбулося прощання з воїном.
Без Сергія лишились мама, брат Олександр — також учасник бойових дій — і сестра Світлана.

## Вшанування
- Його портрет розміщений на меморіалі «Стіна пам'яті полеглих за Україну» у Києві: секція 3, ряд 2, місце 19
- Вшановується 26 серпня на щоденному ранковому церемоніалі вшанування українських захисників, які загинули цього дня у різні роки внаслідок російської збройної агресії[5]
- почесна відзнака імені народного героя України Марка Паславського (посмертно)[6]
- почесний громадянин Обухова (посмертно; 2019)[7]